# Frieden von Olmütz

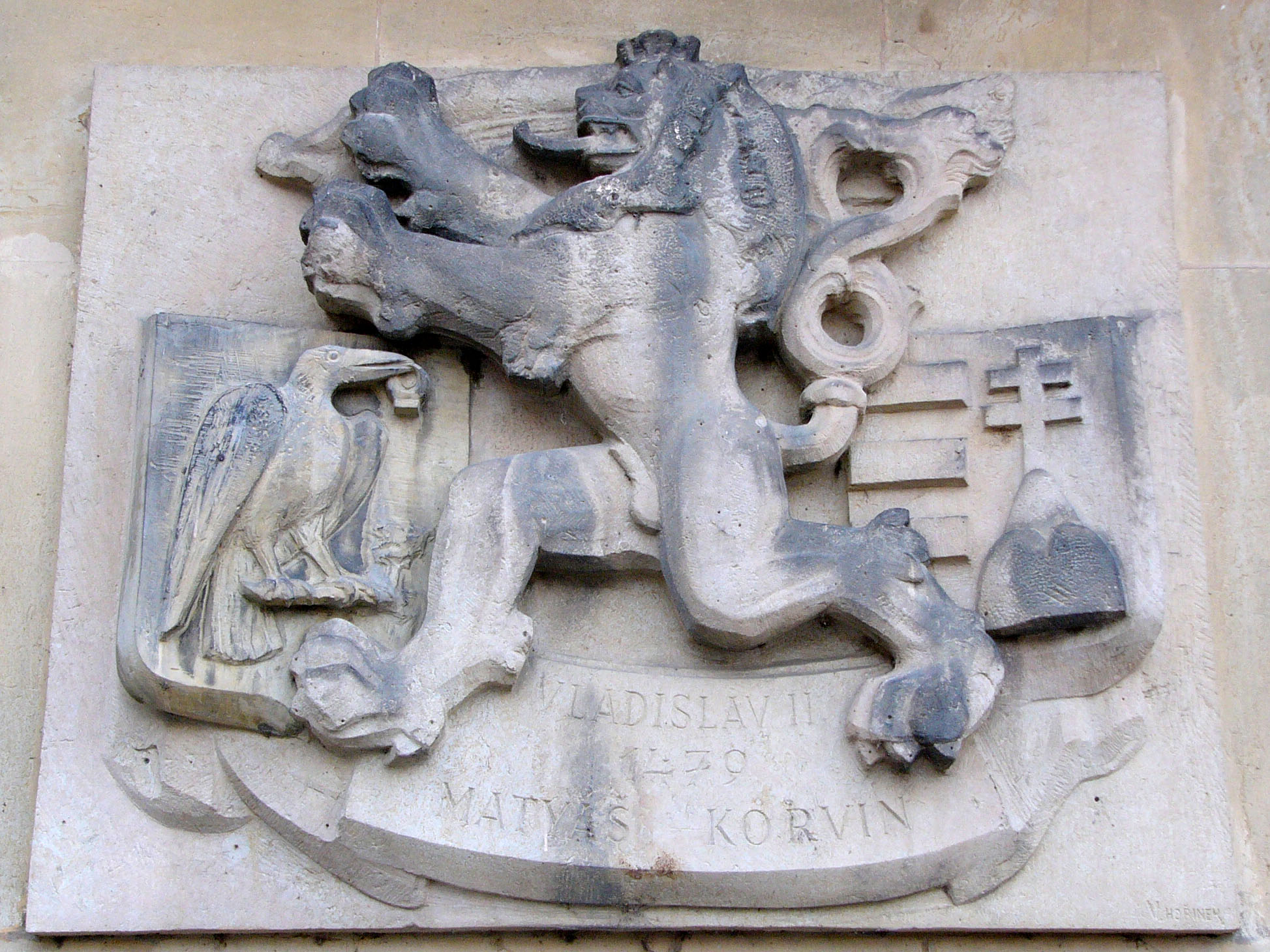
Wappen: links Matthias Corvinus,
rechts Vladislav II.(Lothringerkreuz),
Mitte Böhmischer Löwe

Im Frieden von Olmütz vom 21. Juli 1479 legten Matthias Corvinus und Vladislav II. den bereits 10 Jahre andauernden böhmisch-ungarischen Konflikt bei.

## Hintergrund
Nachdem sich die Calixtiner, der gemäßigte Teil der Hussiten, mittels der Prager Kompaktaten mit der Katholischen Kirche geeinigt hatten, wandte man sich gegen die radikalen Taboriten, die in der Schlacht von Lipan 1434 geschlagen worden waren. 1436 endeten die Hussitenkriege.
Kurze Zeit später brachen die Konflikte zwischen der katholischen habsburgischen Partei auf der einen und der calixtinischen Nationalpartei auf der anderen Seite wieder auf.
Unter der Führung des Georg von Podiebrad gelang es den Calixtinern, große Teile Böhmens mit der Hauptstadt Prag zu erobern.
Nach dem frühen Ableben des Ladislaus Postumus wurde Georg von Podiebrad, zuvor bereits Reichsverweser, dessen Nachfolger als König von Böhmen. Er war der erste nicht-katholische König Europas.
Ein Jahr später wurde Pius II. Papst und damit verschlechterte sich das Verhältnis zwischen den Utraquisten und der Katholischen Kirche zusehends. Das Papsttum suchte jetzt die Lösung des Konflikts durch militärische Gewalt.
So sah sich Georg von Podiebrad einer Allianz aus dem Großteil des böhmisch-katholischen Adels, des Kaisers Friedrich III. und des ungarischen Königs Matthias Corvinus gegenüber. Podiebrad hatte Corvinus zuvor noch gegen den Willen Friedrichs zur Ungarischen Krone verholfen.

## Böhmisch-ungarischer Konflikt
Corvinus eroberte den größten Teil Mährens und wurde am 3. Mai 1469 in Olmütz zum König von Böhmen gewählt. Der böhmische Landtag wählte nach Podiebrads Tod Vladislav, den 15-jährigen Sohn des Polenkönigs, am 27. Mai 1471 in Kuttenberg zum böhmischen König. Beide Herrscher beanspruchten nun den Königstitel, und der Konflikt hielt an. Auch mit Podiebrads Nachfolger Vladislav II. änderte sich das nicht. Auch verbündet mit Friedrich III., gelang Vladislav kein entscheidender Schlag mehr gegen Corvinus.
siehe auch : Matthias’ Krieg um die Herrschaft in Böhmen

## Friedensschluss
Mit dem Waffenstillstand von Breslau, 8. Dezember 1474, musste Vladislav II. Corvinus’ Herrschaft über die Länder der Böhmischen Krone anerkennen.
Die 26 Artikel dieses Abkommens bildeten die Basis für einen Kompromiss zwischen den beiden böhmischen Königen, auf dessen endgültige Vertragsfassung die Untertanen der Böhmischen Krone aber noch fast fünf Jahre warten mussten, während äußerst schwierige Verhandlungen um die Teilung aller fünf Kronländer geführt wurden.
Mit dem Frieden von Olmütz verzichtete Corvinus 1479 auf weitere Ansprüche in Böhmen, behielt aber die böhmischen Nebenländer Mähren, Schlesien, Ober- und Niederlausitz sowie den Titel als König von Böhmen. Die böhmischen Herrschaftsansprüche desjenigen, der als Erster sterben würde, sollten an den jeweils anderen fallen. Mit dieser Bestimmung wurde die staatsrechtliche Einheit der Krone Böhmen  gewahrt, auch wenn es momentan zwei Könige gab.
Der in Olmütz endlich unterzeichnete definitive Friedensvertrag folgte eher der realen Machtverteilung zwischen den beiden Herrschern: Nur ein sehr kleiner Teil der mährischen Adligen und Städte stand nämlich auf der Seite Vladislaws II., und auch in Böhmen war der junge Jagiellone „nichts anderes als ein Herr über territoriale Fragmente“; daher mag es berechtigt gewesen sein, dass ihm im Olmützer Abkommen lediglich die Regierung im Hauptkronland zugesprochen wurde, während Matthias Mähren, Schlesien und beide Lausitzen erhielt. Vladislaw wurde jedoch zumindest für den Fall von Matthias’ Tod die Möglichkeit eingeräumt, diese Länder gegen die Zahlung von 400 000 ungarischen Gulden zurückzukaufen. Sollte Vladislaw früher sterben als Matthias, war eine erneute – und entgeltlose – Vereinigung von Mähren, Schlesien und den beiden Lausitzen mit Böhmen vorgesehen. Beide Herrscher trugen den Titel des böhmischen Königs.
Nach Corvins Tod 1490 wurde Vladislav II. König über ganz Böhmen und konnte auch den Thron Ungarns erwerben, ohne die besagten 400 000 ungarische Gulden zu leisten.